# Partula thetis
Espèce
Statut de conservation UICN

 EN B1ab(iii)+2ab(iii); D : En danger
Partula thetis est une espèce d'escargot terrestre appartenant à la famille des Partulidae. Endémique à l'île de Palau, dans les îles de la Société cette espèce est menacée de disparition.